# Иоанн I Аксух Великий Комнин
Иоа́нн I Аксух Вели́кий Комни́н (греч. Ιωάννης Α΄ Αξούχος Μέγας Κομνηνός; ?—1238, Трапезунд) — третий император Трапезундской империи в 1235—1238 годах.
Представитель династии Великих Комнинов, сын трапезундского императора Алексея I, основателя династии, и Феодоры Аксухины, дочери Иоанна Комнина Аксуха. Стал императором в 1235 году после смерти своего зятя Андроника I Гида. Правление Иоанна Аксуха было непродолжительным. Через три года после начала царствования он погиб в результате несчастного случая при игре в поло - он упал с лошади и был ею растоптан . Сын Иоанна Иоанник был помещен в монастырь и следующим императором стал младший сын Алексея I Мануил Великий Комнин. Однако известный российский историк по византийско-тюркским отношениям Рустам Шукуров приводит убедительные доказательства того, что Иоанник на самом деле был братом Иоанна I Аксуха и Мануила I Великого Комнина.

## Брак и дети
- Имя жены Иоанна не известно. Сын:
  - Иоанник Великий Комнин, был отправлен в монастырь.